# Lucas Cruikshank
Lucas Alan Cruikshank, född 29 augusti 1993 i Columbus i Nebraska, är en amerikansk youtuber och skådespelare. Han är bland annat känd för sin karaktär Fred Figglehorn som han skapade som 13-åring i slutet av 2006. Det finns både en serie har gått på Nickelodeon, och som kan ses på Cruikshanks Youtube-kanal (Fred: The Show), samt tre stycken filmer (Fred: The Movie, Fred 2: Night of the Living Fred och Fred 3: Camp Fred), som handlar om just den här karaktären. Han har även gästskådespelat i bland annat iCarly (som sig själv), Hannah Montana (som Kyle McIntyre) och Big Time Rush (som sig själv) samt spelat huvudrollen som Marvin Forman i TV-serien Marvin Marvin.